# Římskokatolická farnost Vnorovy
Římskokatolická farnost Vnorovy je územní společenství římských katolíků s farním kostelem svaté Alžběty v arcidiecézi olomoucké, církevní provincii moravské, děkanátu Veselí nad Moravou.

## Historie farnosti
První písemná zmínka o kostele ve Vnorovech pochází z roku 1378. Už tehdy se zde nacházela řádná duchovní správa s kostelem a patronátem. Roku 1627 byl kostel při tureckém nájezdu vypálen a zničen. Opravovat se začal roku 1642. Se zničením kostela zanikla současně i duchovní správa, která ani po opravě kostela nebyla obnovena a farnost připadla pod duchovní správu veselského faráře, a kostel se stal kostelem filiálním. Bez kněze zůstala farnost asi sto let, až roku 1730 byl do Vnorov ustanoven kaplan. Roku 1784 staly se Vnorovy samostatnou kurácií. Ta byla roku 1848 povýšena na faru. I když byl kostel postupně rozšiřován, nestačil pro narůstající počet věřících a v roce 1909 byl postaven kostel nový. 

## Duchovní správci
Od roku 2008 do července 2023 byl farářem P. Mgr. Josef Jelínek. V současnosti je farářem P. Mgr. Petr Hofírek, který v červenci 2023 přišel do Vnorov z farnosti v Dolním Němčí.

## Bohoslužby
| Kostel        | Místo   | Bohoslužba (den)                                 | Hodina | Poznámka     |
| ------------- | ------- | ------------------------------------------------ | --- | ------------ |
| svaté Alžběty | Vnorovy | neděle pondělí úterý středa čtvrtek pátek sobota | 7.30, 10.00 18.00 (zima)/19.00 (léto) 7.00 18.00 (zima)/19.00 (léto) 17.00 (mimo prázdniny)/19.00 (v období letních prázdnin) 18.00 (zima)/19.00 (léto) | farní kostel |

## Aktivity ve farnosti
Nedělní bohoslužby navštěvuje okolo 700 věřících. Ve farnosti se pravidelně koná tříkrálová sbírka.